# 绿色联盟 (俄罗斯)
绿色联盟 (俄语：Альянс зелёных)是奥列格·密特沃基于绿色替换运动（成立于2009年）于2012年成立的俄罗斯政党。该党现任主席为亚历山大·扎金德林。
俄罗斯亿万富翁格列布·菲提索夫和奥列格·密特沃。
2014年1月25日，格列布·菲提索夫领导绿色联盟-人民党在第三次大会上与四个不知名的政党根纳季·古德科夫的俄罗斯社会民主党、自由正义党、钟党、自由公民党联合。根纳季·古德科夫和格列布·菲提索夫成为绿色联盟和社会民联合主席。奥列格·密特沃成为联盟中央委员会主席 。格列布·菲提索夫、德米特里·古德科夫、伊利亚·波诺马廖夫、埃琳娜·卢克亚诺夫、德米特里·涅克拉索夫等人成为中央委员会成员。
2015年12月12日，莫斯科公共分庭的一名成员亚历山大·扎金德林当选为党主席。该党从“绿党和社会民主党联盟”变为“绿色联盟”。联合主席的职位被废除。

## 意识形态
根据他们的网站，他们相信：
- 可持续发展和俄罗斯公民的生活新质量
- 环境保护
- 和平
- 草根民主
- 社会正义